# 海蘭帕克 (新澤西州)
海蘭帕克（英語：Highland Park）是位於美國新澤西州米德爾塞克斯縣的自治市鎮。

## 人口
根據2020年美國人口普查的數據，海蘭帕克的面積為4.74平方千米，當中陸地面積為4.72平方千米，而水域面積為0.02平方千米。當地共有人口15072人，而人口密度為每平方千米3,180人。